# José de Sierra Cárdenas
José de Sierra Cárdenas (Còrdova, 29 d'abril de 1809 – Madrid, 21 de juliol de 1883) va ser un hisendista i polític espanyol, ministre durant el regnat d'Isabel II d'Espanya.

## Biografia
Ingressa en 1831 com escrivà en la Superintendència General d'Hisenda. En 1837 ascendeix a escrivà de primera classe, en 1839 a oficial de vuitena i en 1851 ja és oficial de primera. Sotsdirector segon de la Direcció general del Tresor Públic a l'any següent, aconsegueix -en 1854- el càrrec de director i és escollit Diputat per Alacant. En 1856 és nomenat director general del Tresor i,en 1861, director general del Deute Públic. En 1863 és president de la Secció d'Hisenda del Consell d'Estat, sent nomenat el 4 de març d'aquest any  ministre d'Hisenda fins al seu cessament l'agost següent en què és designat Senador vitalici. Després de la restauració borbònica a Espanya va ser Senador per Còrdova en 1876, i fou novament vitalici en 1877.